# Петросян, Вардгес Амазаспович
Вардге́с Амаза́спович Петрося́н (арм. Վարդգես Համազասպի Պետրոսյան; 9 августа 1934, Аштарак, Армянская ССР — 15 апреля 1994, Ереван, Армения) — советский армянский писатель, публицист, общественный и политический деятель.

## Биография
- Окончил аштаракскую среднюю школу.
- Член КПСС с 1952 г.
- 1954 — окончил факультет журналистики Ереванского государственного университета.
- Депутат верховного совета[когда?].
- Председатель фонда культуры.
- Главный редактор газеты «Еркир Наири»

Депутат Совета Союза Верховного Совета СССР 11 созыва (1984—1989) от Армянской ССР.
Убит в подъезде собственного дома несколькими выстрелами в упор.

## Рассказы и повести
- 1959 — Последняя ночь
- 1969 — Армянские эскизы
- 1980 — Последний учитель
- 1981 — Одинокая орешина
- 1987 — Огненная рубашка
- 1987 — Пустые стулья на дне рождения[2]

## Награды
- Орден Ленина (16.11.1984).
- Орден Октябрьской Революции (06.08.1982) — за большие заслуги в развитии советской литературы и в связи с пятидесятилетием со дня рождения.
- Орден «Знак Почёта» (02.07.1971).
- Медаль «За трудовую доблесть» (04.05.1962) — в связи с 50-летием газеты «Правда», за плодотворную работу в области журналистики и отмечая большие заслуги в развитии советской печати, издательского дела, радио и телевидения.
- Государственная премия Армянской ССР.